# Billie Massey
Pour les articles homonymes, voir Massey.
Billie Massey, née le 21 mars 2000, est une joueuse belge de basket-ball évoluant au poste de pivot. Elle est la sœur jumelle de Becky Massey, elle aussi internationale belge de basket-ball.

## Biographie
Avec sa sœur jumelle de Becky Massey, elle évolue avec l'équipe nationale de Belgique.
A l'été 2017, la Belgique est sacrée championne d'Europe U18 et Billie Massey meilleure joueuse de la compétition, mais l'été suivant la Belgique doit se contenter de la cinquième place au Championnat d'Europe U18  malgré ses 10,1 rebonds. 
Au championnat du monde U19 2019, ses statistiques sont de 14,7 points (6e meilleure moyenne), 13,4 rebonds (2e), 2,3 contres et 1,9 passe décisive, ce qui lui vaut d'être nommée dans le meilleur cinq de la compétition que la Belgique termine à la quatrième place après avoir chuté de peu en demi-finales contre les Américaines, futures championnes,. Le même été, elle a encore de meilleures statistiques lors du championnat d'Europe U20 avec 15,3 pts et 16,7 rebonds et une nouvelle nomination dans le meilleur cinq du tournoi, mais les Russes viennent à bout des Belges en demi-finales qui obtiennent une autre quatrième place,
En 2019-2020, elle prend part aux qualifications au championnat d'Europe 2021, puis en juin 2021  au championnat d'Europe où la Belgique décroche une médaille de bronze. Elle est membre de l'équipe qui dispute les Jeux olympiques à Tokyo.
Au club de BBC Wavre-Sainte-Catherine depuis 2016, elle est élue meilleure du championnat 2019-2020 malgré son arrêt prématuré en raison de la pandémie de Covid-19. Au printemps 2021, le BBC Wavre-Sainte-Catherine fusionne avec le club de Kangourous Basket de Malines : les sœurs Massey s'engagent pour trois saisons de plus.

## Palmarès

### Équipe nationale
- Médaille d'or Championnat d'Europe U18 2017
- Médaille de bronze Championnat d'Europe 2021

## Distinctions personnelles
- Meilleur joueuse du Championnat d'Europe U18 2017
- Meilleur cinq du Championnat du monde U19 2019
- Meilleur cinq du Championnat d'Europe U20 2019
- Meilleur joueuse du championnat belge 2020